# Andreas Daniel Müller
Andreas Daniel Müller (* 21. Februar 1984 in Basel) ist ein Schweizer Schauspieler.

## Leben
Müller verbrachte in Basel  seine Kindheit und Jugend. Nach  Projekten in freien Gruppen, Arbeiten im Bereich Theaterpädagogik und Regieassistenz, studierte er Schauspiel an der Hochschule für Musik, Theater und Medien Hannover (hmtmh) und ist seit der Spielzeit 2012/13 fest am Deutschen Theater in Göttingen engagiert.

## Theaterrollen (Auswahl)
- 2006: The Killer in me is the Killer in you my Love – Theater Basel – Regie: Martin Frank – Rolle: Surbeck
- 2009: Odradek. Odradekisch – Studiotheater Hannover – Regie: Patrick Schimanski
- 2009/10: Schatten unterm Schwanz – Schauspiel Hannover – Regie: Nora Somaini
- 2010: Wie es euch gefällt – Studiotheater Hannover – Regie: Titus Georgi
- 2011: Wunderkinder – DT Göttingen – Regie: andcompany&Co.
- 2012: Die Wahrheit über Frankie – DT Göttingen – Regie: Johannes Nehlsen & Christopher Weiß[3]
- 2012: Romeo & Julia – Luisenburg-Festspiele – Regie: Petra Wüllenweber – Rolle: Tybalt
- 2012: Was ihr wollt – DT Göttingen – Regie: Mark Zurmühle
- 2012: Die Feuerzangenbowle – DT Göttingen – Regie: Nina Pichler – Rolle: Hans Pfeiffer
- 2013: Arsen und Spitzenhäubchen – DT Göttingen – Regie: Mark Zurmühle – Rolle: Mortimer Brewster
- 2013: Zur Sache! – DT Göttingen – Regie: andcompany&Co. – Rolle: Rudi Dutschke[4]
- 2014: Ich habe Bryan Adams geschreddert – DT Göttingen – Regie: Michael Kessler – Rolle: Sascha

## Filmografie (Auswahl)
- 2009: Lassallestrasse 19 – Regie: Lukas Thiele – Rolle: Benjamin
- 2009: Lichtpause – JungeTalente.ch 09 – Regie: Micha Lewinsky – Rolle: Marc
- 2010: Der ewige Tourist – Regie: Lorenz Suter – Rolle: Sven[5]
- 2013: Dan und Daniel – Regie: Herrengedeck – Rolle: Daniel
- 2013: Break-ups – Regie: Ted Tremper – Rolle: Thomas
- 2025: Die Beschatter – Regie: Michael Steiner – Rolle: Arzt

## Auszeichnungen
- 2009: Junge Talente.ch[6]
- 2010: Stipendiat der Armin Ziegler Stiftung
- 2010/11: Preisträger der DOMS-Stiftung